# Sumidouro
```

```

Sumidouro est une municipalité brésilienne de l'État de Rio de Janeiro et la Microrégion de Nova Friburgo.